# Ong Kiat Guan
Ong Kiat Guan (chiń. 王吉元; pinyin Wáng Jíyuán; ur. ?, zm. 4 grudnia 1983) – singapurski koszykarz, olimpijczyk.
W 1956 roku wystąpił wraz z drużyną na igrzyskach w Melbourne. Zagrał we wszystkich siedmiu spotkaniach, które reprezentacja Singapuru rozegrała na tym turnieju (mimo krótkiej hospitalizacji w początkowej fazie zawodów, gdy podejrzewano u niego anginę). Ong nie zdobył jednak żadnego punktu. Singapurczycy zajęli ostatecznie 13. miejsce wśród 15 zespołów.